# William Deane
Sir William Patrick Deane AC, KBE, KStJ, KC (Melbourne, 4 gennaio 1931) è un avvocato, giudice e politico australiano, governatore generale dell'Australia dal 1996 al 2001.